# Iraška republikanska garda
Iraška republikanska garda (kratica IRG) je predstavljala jedro iraških oboroženih sil med vladavino Sadam Huseina.

## Zgodovina
IRG je bila ustanovljena v začetku 80. let 20. stoletja kot pehotna brigada, ki je bila zadolžena za varovanje predsedniških palač ter služila kot gardna enota Huseina.
V brigado so lahko vstopili le prostovoljci iz Sadamovega rojstnega mesta Tikrit. Pripadniki IRG so dobivali večjo plačo, dobili so nov avtomobil in dobili pravico do brezplačnega stanovanja.
Največji preobrat v namenu IRG je bil med iransko-iraško vojno. V začetku leta 1986 so Iračani zavzeli iransko mesto Mehran; zavzeli so ga za namenom, da ga zamenjajo za okupirano mesto Al Faw. Toda Iranci so izvedli protinapad in osvobodili mesto ter osmešili Sadama. Sadam je čez nekaj dni sklical svet stranke Baath, na kateri je razglasil splošno mobilizacijo. Univerze so zaprli in poslali študente na urjenje.
Da bi omilili pritisk na študente, so razglasili, da bo IRG sprejemala prostovoljce iz celotnega Iraka; veliko študentov je z veseljem vstopilo v elitno enoto. IRG je tako prerasla iz pretorijanske garde v dobro opremljeno in oboroženo oboroženo silo, ki je bila sposobna izvajati specialne operacije.
Z tem razvojem je IRG postajala pomemben dejavnik v iransko-iraški vojni. 1987 je bilo 12 gardnih brigad poslanih v obrambo mesta Basra, kjer so zavrnili iranske napade in izvedli odločilen protinapad. 1988 je zavzela polotok Al Faw, Ribje jezero in Majnunske otoke.
IRG je prav tako sodelovala v napadu na Kuvajt leta 1990, kar je bil povod za operacijo Puščavska nevihta. Takrat je IRG postala tudi policijska sila, ki je ukrepala proti civilistom (predvsem Kurdom in opoziciji) ter proti enotam iraške kopenske vojske, ki so se umikale oz. dezertirale.
Med operacijo Iraška svoboda (2003-2004) je IRG (skupaj z Specialno republikansko gardo in fedajini) predstavljala edini resni odpor Koaliciji voljnih. Med okupacijo Iraka se je veliko pripadnikov IRG pridružilo upornikom.

## Organizacija
Čeprav je bila IRG vojaška sila, ni bila podrejena obrambnemu ministrstvu, ampak »Državnemu oddelku za specialno varnost«. Pomembnost te sila dokazuje tudi dejstvo, da ji je poveljeval Kusaj Sadam Husein, ki je bil imenovan za naslednika Sadam.

## Poveljstvo

### Poveljniki
- Kusaj Sadam Husein (2003)

### Načelniki štaba
- Ibrahim Abd Al Sattar Mohammad Al-Tikriti

## Struktura
IRG je imela leta 2003 med 80.000 do 100.000 pripadnikov, ki so bili dobro izurjeni in oboroženi. Sama struktura enot je ustrezala redni kopenski vojski, le da so imeli oklepni bataljoni dodanih 9 tankov, ki so predstavljali dodatno ognjeno moč.

### 1986
- brigada

### 2003
- 1. (severni) korpus Republikanske garde

- 2. oklepna divizija »Medina«
- 5. mehanizirana divizija »Bagdad«
- 7. pehotna divizija »Adnan«

- 1. (južni) korpus Republikanske garde

- Oklepna divizija »Al Nida«
- 6. mehanizirana divizija »Nebuchadnezzer«
- 1. oklepna divizija »Hamurabi«

- Divizija specialnih sil »Saiqa«

- brigada specialnih sil
- padalska brigada
- marinska brigada
- številne manjše komandoške enote

- Specialna republikanska garda

## Oborožitev in oprema
IRG je predstavljala 20 % kopenskih sil in je bila opremljena in oborožene z najsodobnejšimi orožji v arzenalu Iraka. Bila je opremljena s ruskimi tanki T-72, ruskimi pehotnimi oklepnimi vozili BMP, francoskimi samovoznimi havbicami GCT in avstrijskimi vlečnimi havbicami GHN-45.